# Heliópolis (Cairo)
Heliopolis (em árabe egípcio:  مصر الجديدة, Masr al-Gadida, Novo Egito), era um subúrbio nos arredores do Cairo, Egito, que desde então se fundiu com o Cairo como um distrito da cidade e é uma das áreas mais ricas do Cairo. Foi fundada em 1905 pela Companhia do Oasis de Heliópolis liderada pelo industrial belga Barão Empain e por Boghos Nubar, filho do primeiro-ministro egípcio Nubar Pasha. É nela que está localizado o Aeroporto Internacional do Cairo. A população de Heliópolis é estimada em cerca de 123.824 habitantes (2011). 

## História
O Barão Empain, um famoso egiptólogo amador e proeminente empresário belga, chegou ao Egito em janeiro de 1904, com a intenção de resgatar um dos projetos de desenvolvimento de sua esposa belga: a construção de uma linha férrea ligando Al-Matariyyah a Port Said. Apesar de perder o contrato de transporte ferroviário para os britânicos, Empain permaneceu no Egito.
Em 1905, Empain estabeleceu a Companhia de Ferrovias Elétricas do Cairo e do Oasis de Heliópolis, que comprou um grande trecho de deserto no nordeste do Cairo a um preço baixo do governo de ocupação britânico. Seus esforços culminaram em 1907 com a construção da nova cidade de Heliópolis, no deserto do Saara, a dez quilômetros do centro do Cairo. A nova cidade representou a primeira tentativa em grande escala de promover sua própria arquitetura, conhecida agora como o estilo de Heliópolis. Foi concebido como uma cidade de luxo e lazer, com amplas avenidas e equipada com todas as conveniências e infra-estruturas: água, esgotos, eletricidade, instalações hoteleiras, como o Heliopolis Palace Hotel e o Heliopolis House, e instalações recreativas incluindo um campo de golfe, pista de corridas e parque. Além disso, havia moradia para alugar, oferecida em uma gama de projetos inovadores voltados para classes sociais específicas, com moradias isoladas e com terraço, prédios de apartamentos, prédios residenciais com acesso à varanda e bangalôs operários. 
A residência do Barão Empain adotou um estilo arquitetônico único no sul da Ásia. Alexander Marcel, um arquiteto francês e membro do prestigiado Instituto Francês, foi contratado por Empain para construir um palácio de estilo hindu. Inspirado no Angkor Wat, no Camboja, e nos templos hindus de Orissa, o palácio foi erguido entre 1907 e 1910. Permanece ainda hoje, permanecendo um dos melhores exemplos do uso criativo do concreto, do qual foi inteiramente construído. O bairro tinha algumas das residências egípcias mais ricas; à esquerda, em frente à Avenue Baron, ficava o palácio arabesco de Boghos e Marie Nubar Pasha, agora um quartel-general militar. Na diagonal oposta fica a antiga residência do sultão Hussein Kamel, que reinou sobre o Egito entre 1914 e 1917 e que hoje é uma casa de hóspedes presidencial. 
O Cemitério de Guerra de Heliópolis fica na rua Nabil el Wakkad. Neste cemitério está localizado o Memorial Port Taufiq, um memorial para mais de 4000 soldados egípcios do Exército da Índia Britânica que caíram  durante a Campanha do Sinai e da Palestina  na Primeira Guerra Mundial, este memorial foi erguido originalmente em Port Taufiq, mas foi transferido para Heliópolis após a sua destruição durante a Guerra dos Seis Dias de 1967 
Originalmente moravam em Heliopolis principalmente aristocratas egípcios, bem como alguns cidadãos europeus. Ao contrário de outros subúrbios modernos de Cairo no início do século XX, Heliópolis tinha uma porcentagem significativamente maior de cidadãos egípcios residentes. Após a revolução de 1952 liderada por Nasser, tornou-se o lar de grande parte da classe média do Cairo. À medida que o Cairo se expandia, a outrora grande distância entre Heliópolis e Cairo desapareceu e agora se tornou parte da cidade. Devido ao grande crescimento da população, os jardins originais que enchiam a cidade foram na sua maioria destruídos.

## Religião
A Basílica Católica na rua Al-Ahram é um famoso marco em Heliópolis, e é o local onde está enterrado o Barão Empain. Além deste existem muitos locais de culto no distrito, incluindo várias mesquitas islâmicas entre elas a Al Kholafaa Al Rashdeen , Nasr AlIslam, Omar Ibn Alkhttab entre outras 16 grandes mesquitas e instituições de caridade islâmicas localizadas em Heliópolis. Entre os templos católicos podemos citar a Igreja de São Marcos, a Igreja de São Jorge, a Igreja Cristã de Saint Maron (Maronita), e a Igreja de Sainta Rita. Além da sinagoga da rua Al Missalah o demonstra que a cidade tem vivido em tolerância religiosa desde que foi estabelecida. 
Desde 1886 Heliopolis foi sede do Vicariato Apostólico Latino-Católico de Heliópolis (fundado como Prefeitura Apostólica do Delta do Nilo) até que seu título foi fundido em 1987 no Vicariato Apostólico de Alexandria no Egito. Sua antiga Catedral Mariana de Nossa Senhora permanece como uma Co-catedral.

## Importância política
Heliópolis ganhou uma importância política e militar especial no Egito e no Oriente Médio nas últimas décadas. O quartel-general das Forças Armadas do Egito e a sede da Força Aérea do Egito estão lá. As sedes regionais de algumas organizações internacionais, como a Organização Mundial de Saúde e o Crescente Vermelho, estão em Heliópolis. Em Heliópolis ficava a residência do ex-presidente egípcio Mohamed Hosni Mubarak. Em 1981, o Heliopolis Palace Hotel tornou-se o Palácio da Presidência da Republica (em árabe:  قصر رئاسة الجمهورية).